# The Long Run

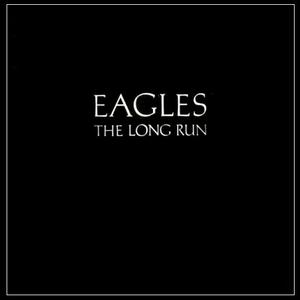
The Long Run

The Long Run es el sexto álbum de estudio de Eagles.
Publicado en 1979, es el trabajo de Eagles que sigue a su exitoso Hotel California, que tan altas había dejado las expectativas. Sin llegar a las cotas de aquel (15 millones de copias y la consideración de clásico imprescindible), The Long Run ha vendido más de siete millones de copias, siendo uno de los 20 discos de más éxito de los años 1970. De hecho salió directamente al puesto número dos de las listas de éxito.
The Long Run tardó tres años en salir a la venta, pero su brillo y calidad distan mucho de su predecesor, en gran parte responsable de su éxito. En principio iba a ser un doble álbum y a salir en 1978, pero se retrasó y se decidió que fuera un solo disco. Se puede apreciar un sonido rock más duro que en su trabajo anterior.
En el grupo ya se aprecian los problemas que llevaría a su disolución; de hecho, Randy Meisner, bajista, ya había abandonado el grupo dos años antes para seguir su carrera en solitario. Meisner fue reemplazado por Timothy B. Schmit, quien había tocado en Poco.

## Canciones
1. "The Long Run" (Don Henley, Glenn Frey) – 3:42
  - Vocalista principal Don Henley
  - Guitarra de Joe Walsh
  - órgano de Don Felder
2. "I Can't Tell You Why" (Timothy B. Schmit, Henley, Frey) – 4:56
  - Vocalista principal Timothy B. Schmit
  - Solos de guitarra de Don Felder
3. "In The City" (Joe Walsh, Barry De Vorzon) – 3:46 
  - Vocalista principal Joe Walsh
  - Guitarra Joe Walsh
4. "The Disco Strangler" (Don Felder, Henley, Frey) – 2:46
  - Vocalista principal Don Henley
5. "King of Hollywood" (Henley, Frey) – 6:28
  - Vocalistas principales Don Henley & Glenn Frey
  - Primer solo de guitarra Glenn Frey
  - Segundo solo de guitarra Don Felder
  - Solo de guitarra final Joe Walsh
6. "Heartache Tonight" (Henley, Frey, Bob Seger, J.D. Souther) – 4:26
  - Vocalista principal Glenn Frey
  - Guitarra Joe Walsh
7. "Those Shoes" (Felder, Henley, Frey) – 4:56
  - Vocalista principal Don Henley
  - Guitarras Joe Walsh & Don Felder
  - Solo Joe Walsh
8. "Teenage Jail" (Henley, Frey, Souther) – 3:44
  - Vocalistas principales Glenn Frey & Don Henley
  - Solo de sintetizador Glenn Frey
  - solo de guitarra Don Felder
9. "The Greeks Don't Want No Freaks" (Henley, Frey) – 2:20
  - Vocalista principal Don Henley
  - Segunda voz "The Monstertones" (Jimmy Buffett)
10. "The Sad Café" (Henley, Frey, Walsh, Souther) – 5:35
  - Vocalista principal Don Henley
  - Solo de guitarra Don Felder
  - Saxo alto David Sanborn

## Formación
- Don Felder: Guitarras, órgano, voz.
- Glenn Frey: Guitarras, sintetizador, teclado y voz.
- Don Henley: Batería, percusión, voz.
- Timothy B. Schmit: Bajo, voz.
- Joe Walsh: Guitarras, teclados y voz.

### Colaboradores
- Jimmy Buffett - voz, coros.
- The Monstertones - coros.
- David Sanborn - saxo alto.

### Producción
- Productor: Bill Szymczyk
- Ingenieros: Ed Mashal, Bill Szymczyk
- Asistentes de ingenieros: David Crowther, Mark Curry, Bob Stringer, Bob Winder
- Masterización y remasterización: Ted Jensen
- Dirección artística: Kosh
- Diseño: Kosh
- Fotografía: Jim Shea